# Muping
Muping är ett stadsdistrikt i Yantai i Shandong-provinsen i norra Kina.